# Kodrąb (gmina)
Pour les articles homonymes, voir Kodrąb.
Kodrąb est une gmina (commune) rurale (gmina wiejska) du powiat de Radomsko, dans la Voïvodie de Łódź, dans le centre de la Pologne.
Son siège administratif (chef-lieu) est le village de Kodrąb, qui se situe environ 13 kilomètres (km) à l'est de Radomsko (siège du powiat) et 77 kilomètres au sud de la capitale régionale Łódź (capitale de la voïvodie).
La gmina couvre une superficie de 105,79 km2 pour une population de 4 732 habitants en 2006.

## Géographie
La gmina inclut les villages de:
- Antoniów
- Antopol
- Barwinek
- Bugaj Dmeniński
- Bugaj Zakrzewski
- Dmenin
- Dmenin-Józefka
- Dmenin-Władysławów
- Feliksów
- Florentynów
- Frachowiec
- Gembartówka
- Gosławice
- Hamborowa
- Józefów
- Klizin
- Klizin-Brzezinki
- Klizin-Chaba
- Klizin-Kopaliny
- Kodrąb
- Kolonia Rzejowice
- Konradów
- Kuchary
- Kuźnica
- Łagiewniki
- Lipowczyce
- Młyńczysko
- Moczydła
- Olszowiec
- Przydatki Dmenińskie
- Rogaszyn
- Rzejowice
- Smotryszów
- Stefania
- Teodorów Duży
- Teodorów Mały
- Widawka
- Wola Malowana
- Wólka Pytowska
- Zabłocie
- Zakrzew
- Zakrzew-Czekaj
- Zalesie
- Zapolice
- Żencin

### Gminy voisines

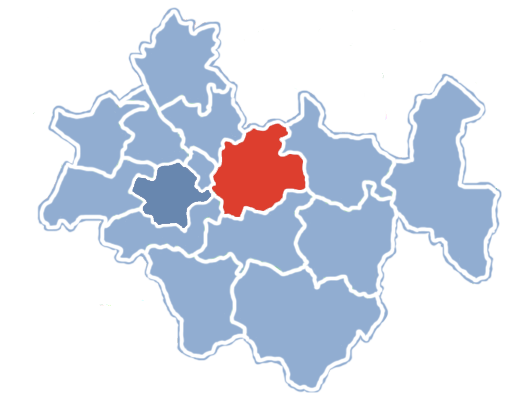
Position de la gmina dans le powiat

La gmina de Kodrąb est voisine de:

la ville de :
- Radomsko

et des gminy de:
- Gomunice
- Gorzkowice
- Kobiele Wielkie
- Masłowice
- Radomsko

## Administration
De 1975 à 1998, la gmina était attachée administrativement à l'ancienne voïvodie de Piotrków.

Depuis 1999, elle fait partie de la nouvelle voïvodie de Łódź.

## Structure du terrain
D'après les données de 2002, la superficie de la commune de Kodrąb est de 105,79 kilomètres carrés, répartis comme telle :
- terres agricoles : 75 %
- forêts : 17 %

La commune représente 7,33 % de la superficie du powiat.

## Démographie
Données du 30 juin 2010 :
| Description        | Total  | Total | Femmes | Femmes | Hommes | Hommes |
| ------------------ | ------ | ----- | ------ | ------ | ------ | ------ |
| Unité              | Nombre | %     | Nombre | %      | Nombre | %      |
| Population         | 4 746  | 100   | 2 417  | 51     | 2 329  | 49     |
| Densité (hab./km²) | 45     | 45    | 23     | 23     | 22     | 22     |